# Tigda
Tigda (en rus: Тыгда) és un poble de l'óblast de l'Amur, a Rússia, que el 2019 tenia 2.972 habitants, pertany al districte de Magdagatxi.